# Шимішув
Шимішув (пол. Szymiszów) — село в Польщі, у гміні Стшельці-Опольські Стшелецького повіту Опольського воєводства.
Населення — 1893 особи (2011).

## Демографія
Демографічна структура станом на 31 березня 2011 року:
|          | Загалом | Допрацездатний вік | Працездатний вік | Постпрацездатний вік |
| -------- | ------- | ------------------ | ---------------- | -------------------- |
| Чоловіки | 948     | 148                | 674              | 126                  |
| Жінки    | 945     | 126                | 580              | 239                  |
| Разом    | 1893    | 274                | 1254             | 365                  |